# Soul to Soul
Soul to Soul és una pel·lícula muda estatunidenca produïda per l'Eclair American i interpretada per Jack W. Johnston, Robert Frazer i Nancy Avril, entre d'altres. La pel·lícula, una història sobre un home falsament acusat d’assassinat, va ser estrenada 30 de juliol de 1913.

## Argument
Jack Cave, un jove empresari d’èxit, abandona la seva vella mare i se’n va a un lloc rural decidit a prendre's un llarg descans. Allà és rebut per Fenton, l’hostaler i la seva filla Lila. Jack té molt poca experiència amb les dones i s’enamora ràpidament de Lila. Poc després es casen i poc després Jack descobreix que la seva dona no pot evitar flirtejar amb altres homes. Un matí troba Paoli, l'esportista del poble, besant la seva dona. Jack el fa fora de casa seva i Paoli va a l'hostal on fa una partida de cartes amb Fenton. Paoli fa trampes i en una baralla mor per un cop que li dona Fenton.
Pare i filla intenten dissimular el cos, però la policia el troba. Després de l'interrogatori dels Fentons, la policia arriba a la conclusió que Jack va cometre el crim per gelosia i és detingut. La detenció no només provoca la mort de la seva mare pel disgust, sinó que el torna boig temporalment. Passen alguns anys i el superintendent de la presó, que ha estat revisant les proves i creu en la seva innocència aconsegueix l’absolució de Jack. En ser alliberat, Jack va immediatament a la Fenton per denunciar la seva actitud. La seva dona, incapaç de suportar la penetrant mirada dels seu marit, confessa a la policia que el seu pare va ser qui va cometre l'assassinat.

## Repartiment
- Jack W. Johnston (Jack Cave)
- Robert Frazer (Bill Paoli)
- Will E. Sheerer (William Fenton)
- Nancy Avril (Lila Fenton)
- Julia Stuart (Mrs. Cave)
- Alec B. Francis (capellà)
- Barbara Tennant (Barbara Tully)
- Frederick Truesdell (gerent de l’asil)